# 이머전스
《이머전스》(영어: Emergence)는 2019년 9월 24일 부터 2020년 1월 28일까지 ABC에서 방영된 미국의 미스터리 스릴러 텔레비전 시리즈이다.

## 출연진
메인
- 앨리슨 톨먼 - 조 에번스 역
- 알렉사 스윈턴 - 파이퍼 역
- 오윈 요먼 - 베니 갤러거 역
- 로버트 베일리 주니어 - 크리스 미네토 역
- 자브리나 게바라 - 애비 프레이저 의사 역
- 도널드 페이존 - 앨릭스 에번스 역
- 클랜시 브라운 - 에드 소여 역

리커링
- 테리 오퀸 - 리처드 킨드리드 역